# Edward Walewander
Edward Walewander (ur. 6 grudnia 1947 w Niemirówku, zm. 13 stycznia 2025 w Lublinie) – polski ksiądz, pedagog, znawca Polonii, profesor Katolickiego Uniwersytetu Lubelskiego, kanonik honorowy Kapituły Archikatedralnej Lubelskiej, kapelan Jego Świątobliwości.

## Życiorys
Od najmłodszych lat pozostawał pod silnym wpływem pobożności maryjnej kształtowanej przez sanktuarium krasnobrodzkie. Święcenia kapłańskie odebrał 25 stycznia 1974 z rąk Opilio Rossiego w Innsbrucku. Również w 1974 obronił magisterium z teologii na Uniwersytecie Leopolda i Franciszka w Innsbrucku (studia rozpoczął na KUL). W 1978, na tej samej uczelni, doktoryzował się (tytuł pracy brzmiał: Echa Powstania Styczniowego w prasie austriackiej) i tego samego roku powrócił do Polski. Został wikariuszem w parafii katedralnej w Lublinie. W latach 1979–1983 pracował jako prefekt studiów w Metropolitalnym Seminarium Duchownym w Lublinie. Od 1979 do 1982 był referentem do spraw misji w diecezji lubelskiej. Od 1982 do 1986 był referentem do spraw ekumenizmu. W latach 1984–1986 był diecezjalnym duszpasterzem rodzin. Od 1984 pełnił także funkcję sekretarza biskupa lubelskiego do spraw kontaktów z zagranicą.
Od 1 października 1980 przeszedł na Katolicki Uniwersytet Lubelski, gdzie rozpoczął pracę dydaktyczną oraz naukową. W 1987 odbył podróż naukową po Kanadzie. Od 1995 był adiunktem i w tym samym roku habilitował się na podstawie pracy Wychowanie chrześcijańskie w nauczaniu i praktyce Kościoła katolickiego na ziemiach polskich w II połowie XIX wieku. Od 1997 jest kierownikiem Katedry Pedagogiki Porównawczej w Instytucie Pedagogiki Wydziału Nauk Społecznych KUL. W latach 1990–2005 był dyrektorem międzywydziałowego Instytutu Badań nad Polonią i Duszpasterstwem Polonijnym KUL. Od 1997 jest profesorem KUL, a od 2009 profesorem nauk humanistycznych. 1997 kieruje Katedrą Pedagogiki Porównawczej na KUL (W 1998 objął stanowisko profesora nadzwyczajnego KUL w tym instytucie). Pracował też w Instytucie Badań nad Polonią i Duszpasterstwem Polonijnym (1983–2005).
Od 1993 do 2002 był prezesem Oddziału Lubelskiego Stowarzyszenia Wspólnota Polska. Był też współzałożycielem działającego od kwietnia 1990 Lubelskiego Klubu Polonijnego. W 1993 powołany został w skład Rady Naukowej Centrum Studiów Latynoamerykańskich CESLA Uniwersytetu Warszawskiego. Od 1995 był członkiem Rady Naukowej Zakładu Biografistyki Polonijnej Polskiego Uniwersytetu na Obczyźnie, a także Kolegium Redakcyjnego Ilustrowanego Słownika Biograficznego Polonii Świata. Od 2011 pełnił rolę członka Rady Programowej Instytutu Biografistyki Polonijnej Wyższej Szkoły Humanistyczno-Przyrodniczej w Sandomierzu. Ogółem zasiada lub zasiadał w ponad dwudziestu towarzystwach naukowych, komisjach, komitetach i radach.

## Zainteresowania
Główne zainteresowania i przedmioty wykładów to: pedagogika porównawcza, historia Kościoła w epoce nowożytnej, historia duchowości, pedagogika katolicka na ziemiach polskich, wychowanie duchowe w chrześcijaństwie, dziedzictwo pedagogiczne XIX wieku i okresu międzywojennego, formacja chrześcijańska, system opieki nad dzieckiem w Unii Europejskiej czy problematyka polonijna.
W publikacji pt. „Człowiek i książka” zostały zamieszczone wygłoszone przez Edwarda Walewandra laudacje laureatów, reprezentujących różne środowiska oraz rozmaite rodzaje i gatunki twórczości humanistycznej, w tym laudacje laureatów Nagrody im. Ireny i Franciszka Skowyrów, zwanej „Lubelskim Noblem”.
W 2022 zostały wydane jego wspomnienia pt. Przeminęło w mgnieniu oka... Obrazki z życia.

## Osiągnięcia
Wypromował 215 magistrów i 10 doktorów.

## Publikacje
Jest autorem publikacji z zakresu pedagogiki porównawczej oraz historii Kościoła. Jego dorobek obejmuje ponad tysiąc publikacji.

## Nagrody i odznaczenia
Otrzymał następujące nagrody i odznaczenia:
- nagroda naukowa im. Franciszka Skowyry (1990),
- nagroda naukowa im. Andrzeja Frycza Modrzewskiego (1993),
- nagroda Rektora KUL za pracę habilitacyjną (1996),
- medal 80 lat Niepodległości Estonii od Stowarzyszenia Polska-Estonia (1998),
- medal z okazji 100. rocznicy Towarzystwa Muzycznego im. H. Wieniawskiego w Lublinie (1999),
- Medal Honorowy Polonia Semper Fidelis (1999),
- Krzyż Kawalerski Polonia Restituta (2000),
- nagroda indywidualna II stopnia Rektora KUL (2001),
- Order Gwiazdy Białej V klasy (2002, Estonia)[10],
- Medal Prezydenta Miasta Lublina (2002),
- nagroda indywidualna I stopnia Rektora KUL (2004),
- nagroda indywidualna III stopnia Rektora KUL za całokształt dorobku naukowego i szczególne osiągnięcia społeczno – organizacyjne (2007),
- medal „Serce dla Serc” (polskokatolicki, 2008),
- nagroda indywidualna III stopnia Rektora KUL (za publikacje książki Działalność wychowawcza Kościoła Lubelskiego 1939–1945, 2009),
- medal Prezydenta Miasta Lublin (2012),
- medal Zarządu Województwa Lubelskiego (2013),
- dyplom z medalem koronacyjnym sanktuarium Matki Bożej Królowej Świata – Opiekunki Ludzkich Dróg w Sokołowie Małopolskim (2014),
- dyplom z medalem Mickiewicz – Puszkin Stowarzyszenia Polska-Wschód (2014),
- odznaczenie za zasługi dla Związku Kombatantów Rzeczypospolitej Polskiej i Byłych Więźniów Politycznych (2014)[1].

Większość odznaczeń, w tym Krzyż Kawalerski Orderu Odrodzenia Polski, przekazał jako wota do sanktuarium w Krasnobrodzie.